# 井上裕貴
井上 裕貴（いのうえ ゆうき、1984年10月9日 - ）は、NHKのアナウンサー。

## 来歴
兵庫県神戸市生まれだが2歳の時に父親の仕事の関係で渡米し18歳までの16年間アメリカ・カリフォルニア州に住んでいた。英語が得意である。（アメリカで）中学3年生のときにクロスカントリー部に所属。Palos Verdes Peninsula High School卒業。慶應義塾大学時代は、体育会ボート部（慶應義塾体育会端艇部）に所属した。同大学卒業。
2007年、NHKに入局。初任地は松江放送局。松江での番組出演については「#松江放送局（2007年度 - 2010年度）」の節で説明。なお、松江局で印象的だったことは、10年に1度、西暦の下一桁が9の年に行われるホーランエンヤを取材したことだと、「アナウンサー仕事の流儀」で答えた。
入局5年目で東京アナウンス室に異動。東京での番組出演については「#東京アナウンス室（2011年度 -2023年度 ）」の節で説明。
2024年4月、東京アナウンス室と同じNHK放送センター内にある国際放送局に異動。NHK国際放送・NHKワールドJAPANで放送されている英語ニュース番組「NHK NEWSLINE」に不定期でアンカーとして出演を開始。同年8月、アメリカ総局に異動し、引き続き「NHK NEWSLINE」のニューヨークアンカーとして日本時間平日早朝5時〜10時のニュースを担当している（同9月からは同じ週の曜日ローテーションで川崎理加も担当）。

## プライベート
ランニング・読書・ぶらり一人旅が趣味・特技でありリフレッシュ術でもある。映画『ロッキー』の主人公の言葉 “It ain’t about how hard you hit. It’s about how hard you can get hit and keep moving forward”. 「大切なのは強いパンチを繰り出すことではない。大切なのは、どれほど強いパンチをうちこまれても前へ前へと進み続けることだ。」がモットー。
2022年末に、同じNHKアナウンサーの川﨑理加（東京アナウンス室所属）と結婚していたことを2023年2月17日に公表した。

## 出演
☆印は現在出演（担当）中。

### 松江放送局時代（2007年度 - 2010年度）
- ラジオあさいちばん 列車音の旅「デビューから半世紀 元南海の一畑電車3000系」（2009年11月7日）
- ここはふるさと旅するラジオ・島根県（2009年12月7日 - 10日）、2010年4月21・22日 ラジオ第一・FM

※2010年度の放送では県東部の中継になる3&4日目を担当。3日目は出雲市の荒木コミュニティセンターから、ゲストに里見香奈を迎えて中継。4日目は安来市の大塚コミュニティセンターから中継した。
- FMシアター 「KIRRERと呼ばれた男」（2010年2月13日） - アメリカ人アナウンサー役
- あさイチ・JAPAなび 島根・松江（2011年2月3日） - 案内役

※ゲストの麻生祐未と一緒に松江を旅する。
- アラハタ　ナレーション
- おはよう島根
- しまねっと845

### 東京アナウンス室時代（2011年度 - 2023年度）
- NHKニュースおはよう日本 （リポーター）（2011年4月 - 2012年3月）
- NHKニュース（定時）（主に土日の夜、深夜、早朝）
- ニュースウオッチ9 （リポーター）（2012年4月 - 2015年3月）
- これでわかった! 世界のいま（キャスター：2015年4月5日 - 2017年4月2日）
- ニュース・気象情報（不定期：平日の午後2時、午後3時、午後4時）
- NHKニュース7 サブキャスター
  - 土曜・日曜・祝日（2017年4月8日 - 2020年3月29日）
  - 平日・月曜 - 金曜（2020年3月30日 - 2021年3月26日）
- ニュース・気象情報（午後8時45分：土曜・日曜）
  - 関東甲信越ローカル枠（午後8時55分 - 9時）のニュース・気象情報も兼務
  - 2017年度までは祝日に放送されるニュース845（関東甲信越ローカル）キャスターも不定期に兼務していた。
- 所さん!大変ですよ プレゼンター（2018年4月5日 - 2020年3月）
- 東京都議会議員選挙開票速報 サイド業務（2017年7月2日）
- Nスペ5min.『人類誕生 第3集 ホモ・サピエンス ついに日本へ!』（2018年7月21日）
- NHKニュース7
  - 井上あさひの代理メインキャスター（2017年8月5日、6日、11日、12日、13日、19日、20日、2018年1月27日、28日、7月28日、29日、8月4日、5日、11日、12日、18日、19日、12月29日、30日、2019年1月5日、6日）
  - 青井実の代理メインキャスター（2019年8月31日、9月1日、7日、8日）
- 首都圏情報 ネタドリ!（松田利仁亜の代理キャスター）（2020年8月7日）
- バイデン米大統領就任式中継 進行（2021年1月21日）総合・ラジオ第1同時放送
- NHKスペシャル『2030 未来への分岐点2「飽食の悪夢　水・食糧クライシス」』（ナレーション）（2021年2月7日）
- クローズアップ現代＋ - キャスター（2021年3月30日 - 2022年3月17日）
- 首都圏ネットワーク - メインキャスター（2022年4月4日 - 2024年3月29日）
- NHK NEWSLINE - アンカー（不定期）（2023年5月 - ）月に2回出演☆ 
  - NHK国際放送・NHKワールドJAPANで放送されている英語ニュース番組

### 国際放送局時代（2024年度 - 2024年7月）
- NHK NEWSLINE - アンカー（不定期）（2023年5月 - 2024年7月）月に2回出演。 東京アナウンス室在籍時より継続して出演

### アメリカ総局時代（2024年8月 - ）
- NHK NEWSLINE - アンカー（隔週）（2024年8月 - ）☆